# Coracina personata
Lagarteiro-da-wallacea ou lagarteiro-da-pequena-sunda (Coracina personata) é uma espécie de ave da família Campephagidae.
É endémica da Indonésia.
Os seus habitats naturais são: florestas subtropicais ou tropicais húmidas de baixa altitude.